# William Holmes Howland
William Holmes Howland, né le 11 juin 1844 à Lambton Mills (en) et mort le 12 décembre 1893 à Toronto, est le maire de Toronto entre 1886 et 1887. Il est également membre de l'Association loyale d'Orange du Canada.

## Biographie
Avant que William Holmes Howland gagne le titre de 25e maire de Toronto, il est un homme d'affaires qui est élu président de la Chambre de commerce entre les années 1874-1875. Il est également impliqué dans plusieurs causes notamment l'hôpital général de Toronto, la Toronto Bible Training School, la Christian Missionary Union, la Mimico Industrial School for Boys. Il s'intéresse également à l'amélioration des conditions de vie dans les bidonvilles de la ville.
Il se tourne vers la politique municipale afin d'essayer d'aider la ville à résoudre des problèmes tels que l'ivresse, les conditions de vie des bidons villes, les rues sales ainsi que pour l'approvisionnement de l'eau.
En 1884, l'Assemblée législative de l'Ontario modifie les lois électorales pour permettre aux femmes de voter aux élections municipales. Les femmes célibataires et les veuves en âge de voter qui possèdent ou louent des biens évalués à plus de 400 $ sont autorisées à voter. Après cela, les élections à la mairie visent ces personnes nouvellement émancipées. Howland, alors âgé de seulement 42 ans, se présente à la mairie sur un programme de moralité, de religion et de réforme, avec le soutien de l'Association de réforme municipale. Il est élu avec une marge de 1 900 voix sur son plus proche concurrent. Sa campagne donne naissance au slogan « Toronto la bonne » pour la ville.
Au cours de son premier mandat, Howland connait de nombreuses controverses. Il est démis de ses fonctions de maire après que des problèmes financiers personnels l'aient obligé à transférer ses biens à sa femme. Après cela, il n'a plus les qualifications nécessaires pour devenir maire. Une autre élection est convoquée et il est réélu à la réunion de nomination après avoir transféré ses biens à lui-même. Il n'y a pas d'autres candidats et il est donc confirmé comme maire.
De nombreux problèmes surgissent à son retour comme maire. De hauts fonctionnaires sont arrêtés pour détournement de fonds après qu'un scandale d'approvisionnement en charbon ait éclaté et qu'une grève des tramways soutenue par Howland nécessite l'intervention de la milice après trois jours d'émeutes. Sa tentative de restreindre les permis de vente d’alcool est également rejetée par le conseil.
L’une des réalisations du maire Howland est la nomination d’un inspecteur au sein du département de police afin de lutter contre le vice ainsi que la prostitution.
Au cours de son deuxième mandat, le temps du conseil est occupé par des projets tels que le projet d'amélioration de Don, la construction d'un nouvel hôtel de ville et d'un palais de justice (pour remplacer l'ancien hôtel de ville et le palais de justice d'Adelaide Street), les améliorations des réseaux d'eau et le pavage des rues. Il réussit finalement à faire réduire le nombre de permis d'alcool délivrés par le conseil de 223 à 150 après l'adoption du « règlement Fleming ». 
Il n’a pas sollicité sa réélection et quitte la politique définitivement. Howland passe le reste de sa vie à essayer de régler ses affaires personnelles qui ont souffert pendant son mandat comme maire de Toronto. Il meurt à l'âge de 49 ans d'une pneumonie aigue. 
Il est le fils de William Pearce Howland, qui est le seul père de la Confédération né aux États-Unis, tandis que son frère Oliver Aiken Howland (en) est le maire de la ville de Toronto entre les années 1901 à 1902.